# Lonchodes sodalis
Lonchodes sodalis är en insektsart som först beskrevs av Kirby 1896.  Lonchodes sodalis ingår i släktet Lonchodes och familjen Phasmatidae. Inga underarter finns listade i Catalogue of Life.